# Pierre Albertini (judo)
Pour les articles homonymes, voir Pierre Albertini et Albertini.
Pierre Albertini, né le 14 janvier 1942 à Paris et mort le 27 janvier 2017 à Conches-sur-Gondoire, est un judoka et un dirigeant sportif français.

## Carrière
Pierre Albertini est quadruple fois champion de France en moins de 93 kg dans les années 1960 et 1970, vice-champion d'Europe en 1967, médaillé de bronze européen en 1970 et médaillé de bronze à l'Universiade d'été de 1967. Il dispute aussi les Jeux olympiques de 1972 ; il est éliminé en repêchages par le Soviétique Shota Chochishvili.
Diplômé de l'École normale supérieure d'éducation physique, ce combattant d'un mètre 80 devient directeur de l'école de judo à l'Institut national des sports. Il devient ensuite Directeur Technique National de la Fédération française de tennis de table en 1986, avant d'en être le président de 1992 à 2000 ; il est aussi vice-président de l'Union européenne de tennis de table de 1996 à 2000 et président délégué de la Fédération internationale de tennis de table de 1999 à 2005.
Il est de 2010 à sa mort président de l'Amicale des internationaux de judo.

## Palmarès
- Championnats d'Europe de judo
  -  Médaille d'argent en moins de 93 kg aux Championnats d'Europe de judo 1967 à Rome
  -  Médaille de bronze en moins de 93 kg aux Championnats d'Europe de judo 1970 à Berlin
- Championnat de France de judo
  - Vainqueur en 1966, 1968, 1970 et 1971 dans la catégorie des moins de 93 kg
- Universiade
  - Médaille de bronze en moins de 93 kg à l'Universiade d'été de 1967 à Tokyo

## Distinctions
- Chevalier de la Légion d'honneur (2013)[4]
- Croix de vermeil de la Fédération française de judo en 2013[3]
- 8e dan en 2013[3]